# Bernt Michael Holmboe
Vous lisez un « bon article » labellisé en 2010.
Pour les articles homonymes, voir Holmboe.
Compléments
Bernt Michael Holmboe, né le 23 mars 1795 à Vang et mort le 28 mars 1850 à Christiania (aujourd'hui Oslo), est un mathématicien norvégien. Il reçoit, dès son plus jeune âge, une éducation en dehors du cursus habituel et n'entre à l'école qu'en 1810. Il passe une courte période de sa vie à l'université du roi Frédéric (aujourd'hui l'université d'Oslo), où il est pendant un temps l'assistant de Christopher Hansteen.
Holmboe est ensuite embauché comme professeur de mathématiques à l'école cathédrale de Christiania en 1818, où il rencontre le mathématicien désormais célèbre Niels Henrik Abel. Il est souvent dit que le principal apport de Holmboe aux mathématiques est d'avoir été le professeur d'Abel, à la fois dans les cadres scolaire et privé. Les deux mathématiciens deviennent amis et le restent jusqu'à la mort d'Abel, en 1829, à l'âge de 26 ans. En 1826, Holmboe rejoint l'université du roi Frédéric où il travaille jusqu'à sa mort en 1850.
Holmboe est à l'origine de la publication d'un manuel scolaire de mathématiques en deux volumes destiné aux écoles secondaires de Norvège. Il a été largement utilisé, mais a été concurrencé par l'alternative proposée par Christopher Hansteen, déclenchant ce qui a sans doute été le premier débat à propos des manuels scolaires en Norvège.

## Biographie

### Jeunesse et début de carrière
Bernt Michael Holmboe est né à Vang en 1795, de l'union du pasteur Jens Holmboe (1746–1823) et de sa femme, née Cathrine Holst (1763–1823). Il grandit à Eidsberg avec ses neuf frères et sœurs, dont le futur philologue Christopher Andreas Holmboe. L'éducation de Holmboe se fait à demeure et commence très tôt. Il rejoint l'école cathédrale de Christiania en 1810 afin de terminer son éducation secondaire ; il débute en parallèle des études de mathématiques. Holmboe s'inscrit comme étudiant à l'Université du roi Frédéric en 1814, année agitée pour la Norvège : la Norvège était rattachée au Danemark depuis 1397, mais est passée, par le traité de Kiel de janvier 1814, sous domination suédoise. Holmboe était alors porte-parole d'un groupe d'étudiants opposé à la présence des troupes suédoises en Norvège. À l'époque, toute déclaration forte provenant du milieu étudiant était très rapportée, étant donné que l'université n'avait que dix-sept étudiants en 1813.
En plus de ses études personnelles, Holmboe assiste à des cours donnés par Søren Rasmusen. En 1815, il reçoit le poste d'assistant scientifique de Christopher Hansteen, conférencier à l'université ; il donne aussi quelques cours. Début 1818, Holmboe devient professeur de mathématiques à l'école cathédrale de Christiania, position restée vacante en 1817. Le directeur de l'école, Jacob Rosted, avait invité Christopher Andreas, le frère de Holmboe — qui avait aussi étudié les mathématiques — à occuper ce poste, mais ce dernier avait préféré se concentrer sur la philologie. Christopher finit aussi par s'orienter vers la recherche en sanskrit.

### Liens avec Niels Henrik Abel
Holmboe rencontre Niels Henrik Abel à l'école cathédrale de Christiania, alors que ce dernier y est encore élève. Holmboe s'est rapidement aperçu du talent d'Abel, le qualifiant de « remarquable génie » sur son bulletin scolaire,. Sur le carnet scolaire d'Abel d'après l'examen de fin d'année de juin 1820, Holmboe avait même écrit que « Au génie le plus extraordinaire, il allie une ardeur inextinguible et un intérêt pour les mathématiques qui feront de lui certainement, s'il vit, un grand mathématicien ». Comme l'établissement se concentrait alors principalement sur la littérature antique et le latin, Holmboe commence à donner des cours particuliers à Abel. Il lui conseille la lecture des œuvres de Lacroix, Euler, Francœur, Gauss, Poisson et Lagrange. Son implication personnelle envers Abel est souvent décrite comme son « principal apport aux mathématiques »,.
Holmboe et Abel deviennent des amis proches. Deux des petits frères de Holmboe ont fait leurs études avec Abel, et les trois étaient également amis. Abel a été invité à la résidence de la famille Holmboe à plusieurs reprises, y compris pour fêter Noël.
Abel meurt de la tuberculose en 1829, à l'âge de vingt-six ans. C’est Holmboe qui a été chargé de rédiger l’hommage officiel de la Norvège. Dix ans après la mort d'Abel, Holmboe a édité et publié ses travaux en deux volumes, sous le nom d’Œuvres complètes de N.H. Abel. Il a été le premier à faire un tel geste.

### Fin de carrière
Holmboe a publié son premier manuel scolaire de mathématiques en 1825. Ce livre de 274 pages est intitulé Lærebog i Mathematiken. Første Deel (« Manuel scolaire de mathématiques. Partie 1. ») Le second volume de 155 pages, Lærebog i Mathematiken. Anden Deel (« Manuel scolaire de mathématiques. Partie 2. »), paraît en 1827. Holmboe s'est servi de son expérience personnelle d'enseignant pour ses manuels ; l'objectif de ces livres était de donner aux lecteurs un esprit logique et abstrait. Par exemple, en géométrie, le manuel incitait les lecteurs à imaginer les figures plutôt qu'à les dessiner. Les deux ouvrages ont été de plus en plus utilisés et ont été réimprimés respectivement en quatre et cinq volumes.
En 1826, Holmboe est nommé conférencier à l'université du roi Frédéric. Certains ont fait valoir qu'il devait sa nomination à l'absence d'Abel, ce dernier voyageant dans toute l'Europe à l'époque. Holmboe a également enseigné les mathématiques dans une école militaire, de 1826 jusqu'à sa mort ; il est enfin devenu professeur à l'université du roi Frédéric en 1834. Parmi ses publications plus tardives figurent Stereometrie (1833), Plan- og sfærisk Trigonometrie (1834) et Lærebog i den høiere Mathematik (1849).
À l'université, Holmboe côtoie de nouveau Christopher Hansteen, qui y était devenu professeur en 1816. En 1835, Hansteen publie son propre manuel de mathématiques, pour le niveau du secondaire. Il l'oriente davantage vers la pratique, en réaction aux livres et à la méthode d'enseignement de Holmboe. Ce dernier écrit une critique du manuel de Hansteen dans le journal Morgenbladet, dans laquelle il recommande aux écoles de ne pas l'utiliser. Un débat public s'ensuit, d'autres mathématiciens s'y mêlant. Il a été affirmé qu'il s'agissait du premier débat à propos des manuels scolaires en Norvège. Le manuel de Hansteen n'a pas été réimprimé.
Holmboe joue également un rôle dans le domaine des assurances. De 1832 à 1848, il est membre de la Tilsynskomiteen for private forsørgelses- og understøttelsesselskaper, première commission publique pour le contrôle des compagnies d'assurances. À partir de 1847, il fait partie du conseil d'administration de la compagnie d'assurances Gjensidige, fondée par son ancien élève, Ole Jacob Broch.

## Mariages et descendance
Holmboe a été marié deux fois. Sa première femme, Nikoline Antonie Finkenhagen, est née à Toten en 1804 et est morte en 1839, après cinq ans de mariage. Ils ont eu trois filles, dont deux ont atteint l'âge adulte (Fredrikke et Nikoline, Jr.), et un fils mort-né. En 1842, il se marie avec sa seconde femme, Ingeborg Thorp. Celle-ci est née en 1812 à Voss. De cette union naîtront deux fils, Christopher et Jens, et deux filles, Cathrine et Olava. Jens et Cathrine seront les seuls à atteindre l'âge adulte.
Bernt Michael Holmboe est mort en 1850 à Christiania ; sa seconde femme a vécu sans lui durant près de trente-trois ans.

## Méthode d'enseignement
Bernt Michael Holmboe s'est inspiré de Joseph-Louis Lagrange dans sa façon d'exercer le métier de professeur.
Pour introduire son cours de mathématiques, Holmboe disait que « dans chaque science, on part de concepts simples, fondamentaux, que l'on ne peut pas diviser, tels le tout, la partie, l'espace et le temps ». Ensuite, il définissait à partir de cela la plupart des termes fréquemment employés en mathématiques : hypothèse, proposition, conclusion, preuve…
Holmboe pensait que si une grande partie des gens considérait les mathématiques comme un domaine ennuyeux et fastidieux, c'est parce qu'ils n'étaient pas assez familiarisés avec l'utilisation des symboles mathématiques. Ainsi, il demandait souvent à ses élèves de transformer les énoncés des exercices en phrases. Selon lui, le fait d'attribuer des valeurs numériques aux variables favorisait également la réussite des étudiants : Holmboe partait de cas particuliers simples avec des valeurs numériques pour ensuite aboutir à l'expression générale des formules. En géométrie, Holmboe préférait enseigner uniquement la géométrie euclidienne.

## Influence et héritage
Holmboe a eu une influence importante sur Abel, mais également sur d'autres mathématiciens, dont Ole Jacob Broch (né en 1818).
Le Prix Bernt Michael Holmboe, décerné annuellement aux professeurs de mathématiques depuis 2005, porte le nom de Bernt Michael Holmboe. La récompense financière qui accompagne le prix, d'une valeur de 50 000 NOK, provient du fonds Abel qui finance également le prix Abel,. Le prix est géré par le conseil de la société mathématique de Norvège. En 2010, le président de ce conseil est Tom Lindstrøm, également professeur à l'Université d'Oslo.
Une rue d'Oslo-Ouest, Holmboes gate, a été nommée d'après Bernt Michael Holmboe. Jusqu'en 1879, elle portait le nom de Hansteens gate, d'après Christopher Hansteen.